# جيوسوفي
جيوسوفي هي عبارة عن مفهوم قُدِّمً إلى الجغرافيا من قبل الجغرافي الأمريكي جون رايت عام 1947.
تُعْنَى الجيوسوفي بدراسة المعارف الجغرافية كافة وهي بالنسبة للجغرافيا بمثابة علم التأريخ بالنسبة للتاريخ كما تتناول طبيعة وتعبير المعرفة الجغرافية في الماضي والحاضر - مع ما أطلق عليه ديروينت ستينثورب ويتلسي «إحساس الإنسان بالفضاء الأرضي». وبالتالي فإن الجيوسوفي تمتد إلى ما هو أبعد من المجال الأساسي للمعرفة الجغرافية العلمية و بطريقة أخرى المعرفة الجغرافية على النحو الذي نظمه الجغرافيون.
وفي مقالة ترجع إلى عام 1947، عَرَّفَ رايت ما يُسمَّى «الجيوسوفيا الخرائطية» قائلًا: «تشمل المقاربة الخرائطية إلى الحكمة الجغرافية (الجيوسوفيا) صنْعَ الخرائط التي تقدِّم معلوماتٍ عن توزيع المعرفة الجغرافية. من الواضح أن كل خريطة تخبرنا شيئًا في هذا الشأن؛ فالخريطة الجيوسوفية هي خريطة مصمَّمة تحديدًا لهذا الغرض.»
قسَّمَ رايت دراسةَ الجيوسوفيا الخرائطية إلى فئتين: الأولى هي خريطة تقدِّم المعلومات عما هو معلوم أو ما كان معلومًا عن مناطق جغرافية مختلفة — ومن ذلك شيء مثل المسح الجغرافي للكثافة السكانية أو حتى أبحاث الرأي، ويطلق عليه اسم رسم خرائط للمعلومات الاجتماعية.
أما الفئة الثانية فكانت نظرية، وربما تشمل الوضْعَ الكلي للآراء والاتجاهات، التي لا تُستخرَج فيها بياناتُ المستخدم بواسطة متخصِّص، ولكن ينتجها المستخدمون بأنفسهم.
اسْتَنْتَج رايت أنه «سواء أكانت هذه الخريطة الجيوسوفية تحديدًا أمرًا مستطاعًا أو مرغوبًا أم لا، فإن الخرائط الجيوسوفية بوجهٍ عام تُظهِر بجلاء التباينَ بين ظلمة الجهل ونور المعرفة».